# 이층의 악당
"이층의 악당"은 2010년에 개봉한 대한민국의 영화이다. 김혜수, 한석규가 출연했고 "달콤, 살벌한 연인"의 손재곤 감독의 두 번째 장편 연출작이다.

## 캐스팅

### 주요 인물
- 한석규 : 창인 역
- 김혜수 : 연주 역

### 주변 인물
- 지우 : 성아 역
- 김기천 : 성식 역
- 이용녀 : 앞집 역
- 이장우 : 오 순경 역
- 오재균 : 송 실장 역

### 단역
- 권혁석 : 송 실장 패거리 1 역
- 이현걸 : 송실장 패거리 2 역
- 김우혁 : 송실장 패거리 3 역
- 유승호 : 송실장 패거리 4 역
- 김은성 : 송실장 패거리 5 역
- 조상훈 : 송실장 패거리 6 역
- 김영무 : 형사 1 역
- 이강 : 고참 순경 역
- 이호성 : 신참 순경 역
- 이현숙 : 중년부인 역
- 정종훈 : 중년수의 역
- 윤홍빈 : 현철 친구 1 역
- 한민 : 현철 친구 2 역
- 김수민 : 폰카 학생 1 역
- 박지원 : 폰카 학생 2 역
- 박승현 : 폰카 학생 3 역
- 김얼 : KT 무인경비 1 역
- 최재영 : KT 무인경비 2 역
- 서정수 : 창인 대역
- 송병철 : 함기수 대역

### 특별출연
- 박원상 : 함기수 역
- 박혁권 : 조 부장 역
- 윤희석 : 남 의사 역
- 배장수 : 부동산 사장 역

### 우정출연
- 엄기준 : 하 대표 역
- 동호(유키스) : 현철 역